# ベン・チェリントン

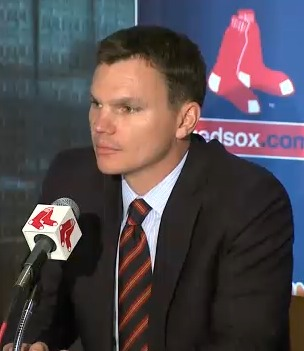
ベン・チェリントン

ベンジャミン・P・チェリントン（Benjamin P. "Ben" Cherington, 1974年7月14日 - ）は、メジャーリーグ、ピッツバーグ・パイレーツのゼネラルマネージャー （GM）（2019年 11月 - ）。
ニューハンプシャー州サリバン郡メリデン出身。アマースト大学卒業後、マサチューセッツ大学アマースト校でスポーツ・マネージメントの修士号を取得。クリーブランド・インディアンスの球団スカウトを務めたのち、1999年、当時のボストン・レッドソックスGMであるダン・デュケットの誘いでレッドソックスへ移籍した。
移籍後は、傘下マイナーリーグの選手育成とスカウトを務め、2002年に選手育成部長、2003年からGM補佐として査定や契約、セイバーメトリクスなどを担当。2005年、選手人事部門長に昇格し、2009年から球団上級副社長兼サブGMを歴任。
2011年10月25日、契約を1年残して退任し、シカゴ・カブスの球団副社長に就任したセオ・エプスタインの後任としてレッドソックスのGMに就任した。
就任1年目の2012年は地区最下位の屈辱を味わったが、上原浩治、マイク・ナポリ、シェーン・ビクトリーノらを加えた2013年にはワールドシリーズ制覇を果たした。レッドソックスのGMは2015年8月まで務めた。
退任後の2015年から2016年にかけてはコロンビア大学のスポーツマネジメント学科で教鞭を振るった。
その後、2016年9月から2019年10月までトロント・ブルージェイズの球団副社長を務めた。
2019年11月15日にピッツバーグ・パイレーツのGMに就任した。

## GMとしての特徴
レッドソックス時代は前任のエプスタインとは違い、不良債権化を防ぐために、契約年数は1年から3年契約に抑えていて、若手の育成を妨げる場合でもトレードに出す傾向がある。目先の勝利と将来に向けたチーム作りを並行させていて、エプスタインが就任した当時の掲げたテーマを継承している。選手の獲得に関しては、好成績を残していても人格の良さを重視している。